# Kogoto
Kogoto – polski zespół folkowy powstały w 1989 roku.
Pomysłodawcą projektu był dh Damian Gaweł – współzałożyciel "Ryczących Dwudziestek". Pierwsze kroki sceniczne "Kogoto" stawiał na Harcerskim Festiwalu Sztuki Marynistycznej w Miechowicach w 1989 roku, gdzie zdobył wyróżnienie. Pierwszy skład zespołu stanowiło 9 osób, w tym 7 kobiet.
W 1989 roku zespół zdobył trzy nagrody Grand Prix na festiwalu "Kubryk" w Łodzi, na Bałtyckim Festiwalu Piosenki Morskiej w Gdyni i na Tratwie w Katowicach. W kolejnych latach zespół zdobywał nagrody m.in. w festiwalach: "Wiatrak" w Świnoujściu (m.in. I nagroda za piosenkę autorską „Dina”), "Bezan" w Tarnowie oraz wyróżnienie podczas festiwalu Shanties’90 w Krakowie.
W 1992 "Kogoto" koncertował na pokładzie żaglowca "Alexander von Humboldt" oraz na żywo w Radio Brema.
Największym osiągnięciem zespołu było zdobycie w 1996 r. I miejsca w kategorii zespołów wokalnych w II Ogólnopolskim Festiwalu Kolęd i Pastorałek w Będzinie (uczestniczyło 220 wykonawców). Rok później "Kogoto" zdobył nagrodę Grand Prix, III edycji tego festiwalu (tym razem łącznie z eliminacjami udział wzięło ok. 7 tys. wykonawców).
Na repertuar zespołu składały się pieśni morskie, folk irlandzki, łotewski, litewski, hinduski, indiański i afrykański, oraz tradycyjne i współczesne kolędy i pastorałki.
Zespół wydał dwie kasety o tematyce żeglarskiej, nagrane w latach 1990–1991.
Ostatni koncert Kogoto (po reaktywacji) miał miejsce 10 czerwca 2005 r. w Maria Gugging pod Wiedniem, wspólnie z grupą "Pchnąć W Tę Łódź Jeża".
Ostatni skład zespołu: Justyna Machajska, Tomasz Kaniowski, Kasia Kaniowska, Wojciech Wegner, Katarzyna Wegner, Michał Sitek.